# Mikušovce (Banská Bystrica)
|  | No s'ha de confondre amb Mikušovce (Trenčín). |

Mikušovce és un poble i municipi d'Eslovàquia. Es troba a la regió de Banská Bystrica. La primera menció escrita de la vila es remunta al 1370.

## Demografia
| Godina             | 1994 | 2004   | 2014   | 2024   |
| ------------------ | ---- | ------ | ------ | ------ |
| Nombre de persones | 285  | 278    | 272    | 284    |
| Diferència         |      | −2,45% | −2,15% | +4,41% |

| Godina             | 2023 | 2024   |
| ------------------ | ---- | ------ |
| Nombre de persones | 290  | 284    |
| Diferència         |      | −2,06% |